# Ким Джо Сун
Ким Джо Сун (кор. 김조순, р.13 июня 1975) — южнокорейская спортсменка, стрелок из лука, чемпион Олимпийских и Азиатских игр, призёр чемпионата мира.

## Биография
Родилась в 1975 году. В 1996 году завоевала золотую медаль Олимпийских игр в Атланте в командном первенстве, а в личном первенстве стала 6-й. В 1998 году стала обладательницей двух золотых медалей Азиатских игр. На чемпионате мира 1999 года завоевала бронзовую медаль.